# Пін-ді
Лю Цзіцзи (9 до н. е. —6 н. е.) — 13-й імператор династії Хань у 1 до н. е.— 6 роках н. е. Храмове ім'я Пін-ді. Власне ім'я було змінено на Кань.

## Життєпис
Народився 9 року до н. е. у родині князя Лю Сіня, сина імператора Лю Ши. У 7 році до н. е. став князем Чжуншань. Замолоду відрізнявся слабким здоров'ям. 1 року до н.е. після смерті імператора Лю Сіня був визнаний як імператор. Втім незабаром владу захопив рід Ван. Незабаром дасима (першим міністром) став Ван Ман. У 4 році н. е. імператор одружився з його донькю, зробивши її імператрицею.  У 5 році н. е. за пропозицією Ван Мана було оголошено про загальну амністію. Втім у 6 році н. е. імператор Пін-ді помер. За однією версією — від хвороби, за іншою — отруєний Ван Маном, проти якого намагався виступити. Ван Ман після смерті Пін-ді передав владу Лю Їну.